# 2022年冬季奧林匹克運動會開幕式
2022年冬季奧林匹克運動會開幕式是2022年冬季奧林匹克運動會的開幕式，於北京時間2022年2月4日晚上於北京國家體育場舉行。奧運會開幕式恰逢中國農曆新年正月初四及传统节气立春。

## 創作團隊
- 总导演：张艺谋[1]
- 副总导演：陈维亚、张晓海
- 音乐总监：赵麟[2]
- 视觉艺术设计：蔡国强
- 灯光设计：沙晓岚
- 美术设计：陈岩

## 前期準備
- 北京冬奧會開幕式的創意工作於兩年半前开始，從2019年開閉幕式工作部成立到2021年3月，本次冬奧會和冬殘奧會開閉幕式的四場演出創意方案已基本確定。2021年3月至今，進入演出製作階段，其中去年3到10月主要進行燈光、音樂、舞美、服裝等各方面的設計工作，進一步對創意方案進行細化落實，而從去年10月起則在鳥巢開始了緊張排練階段，最後不到一個月的時間，是合排和彩排階段[3]。
- 總導演張藝謀接受新華社採訪時表示，鑒於冬天天氣寒冷和疫情防控因素，開幕式時長不到100分鐘，而演員規模縮減到3000人。在整體流程上，張藝謀表示將把文藝表演和儀式流程融為一體，以簡約成本展現空靈、唯美、簡約的現代藝術風範[4]。
- 開幕式以「構建人類命運共同體」為核心表達，以「簡約、安全、精彩」為創作原則，立足於從全世界的角度展望美好未來，而因開幕式當天正好是中國傳統二十四節氣之首立春，這一重要元素在節目中也將有充分體現[5]。

### 開幕式彩排
- 北京冬奧組委新聞發言人、新聞宣傳部部長趙衛東1月11日在線上記者會上表示，北京冬奧會開閉幕式排練、製作和彩排等工作正有序推進[6]。
- 第二次开幕式彩排于2022年1月22日举行，国家体育场周边及相关道路分时、分段采取交通管制措施[7]。1月27日举行第三次彩排。
- 第四次开幕式彩排于2022年1月28日举行，開閉幕式部演出儀式處處長王軍表示开幕式参演人员会以青少年為演員主體，符合奧林匹克教育的要求[8]；而总导演张艺谋则希望他的工作已不再是让节目更好，而是让转播更好[9]。
- 第五次、亦是最后一次开幕式彩排于2022年2月2日举行，而这次彩排将面向奥林匹克转播服务公司、全球各地奥运持权转播商和媒体记者，让他们能提前了解开幕式内容、各环节特点，以及文艺演出所希望展现的内容和主题，帮助他们更好地把北京冬奥会开幕式向世界观众进行传播[10]。

## 開幕式播報語言
以2008年夏奧開幕式為依據，播报顺序為国际奥林匹克委员会官方语言之一的法语，其次是国际奥委会另一官方语言英语，最后是东道主中国的官方语言汉语普通話。
- 法语播报员：乔东卓（CGTN法语频道主播）（备份：张善辉）
- 英语播报员：季小軍（CGTN英语频道主播、央视财经频道主持人）（备份：苏毅）
- 汉语播报员：宝晓峰（央视《新闻联播》主播）（备份：王端端）

## 開幕式主題
時長176分鐘的開幕式重點突出三個主題：
- 「世界大同、天下一家」- 中國對世界和平的追求和嚮往
- 「更快、更高、更強、更團結」 - 奧林匹克宗旨
- 「一起向未來」- 北京冬奧會願景和期待

## 開幕式程序

### 開幕式暖場表演：一起向未来
19时25分，持续30分钟的暖场表演“行进式广场舞”开始，演员由5至70岁的表演者组成。除此之外，其他中国城市的表演者亦通过视频直播方式参与表演，展现了中国人民迎接冬奥到来的热情。
暖场表演后， 20时正，地面大屏幕出现中英文“过年好”和“Happy Chinese New Year”，全场表演者欢迎各来宾。

### 嘉賓進場

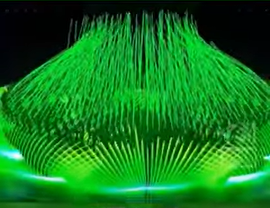
开幕式开场表演

中共中央总书记、中国国家主席、中央军委主席習近平与夫人彭丽媛、国务院总理李克强、中國政府官員和北京冬奧奧組委成員由左面进入会场。而国际奥委会主席托马斯·巴赫、聯合國秘書長和其他受邀国际组织嘉宾由右边进入会场。

### 开幕式倒计时：立春
和以往的“60秒”倒计时不同，本届冬奥会开幕式倒数采用了“24秒”倒计时，象征第24届冬奥会和中国传统的二十四节气。倒计时始于“雨水”，终于“立春”。
倒计时结束后，参演演员手举高大的绿色花茎，形成一朵蒲公英，展现蒲公英的生命周期。当参演演员吹散蒲公英，白色的种子飞向空中，白色烟花盛放。最终，空中焰火打出中英文“立春”和“SPRING”，庆贺立春节气的到来。。

### 升國旗 奏國歌
一名9岁男孩朱德恩以小号吹奏《我和我的祖國》，12名儿童随后手持中华人民共和国国旗进入会场，再将国旗传递给176名由中国各民族和各行各业的代表组成的长队，经由长队最终传递至8名中国人民解放军国旗班仪仗兵。随后，仪仗兵升起中华人民共和国国旗，现场奏唱中華人民共和國國歌。

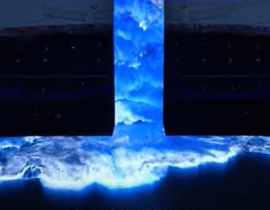
巨型屏幕演示的“黄河之水”

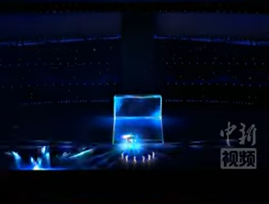
五环展示环节，冰球运动员击碎冰立方展示五环

### 奧運五環展示：「冰雪五環」
会场中央的巨型屏幕上，一滴冰蓝色的水墨从天而降，并幻化为黄河之水倾泻而下。“黄河之水”最终凝结为一片冰地，一方巨大的水从冰面中升起，又凝固成冰，将历届冬奥时间轴以中英文用光雕线图呈现，最后定格为“2022中国北京”。随后，6名冰球运动员入场挥杆击球，一枚巨大的冰球在屏幕空间中反复撞击，整块冰立方渐渐碎裂，冰雪五环以“破冰”的方式展现出来。

### 运动员进场
运动员走过“中国门”和“中国窗”，寓意中国人民敞开大门、欢迎全世界的朋友相聚。引导各国运动员入场的引导员手持雪花造型引导牌。
在运动员入场的安排上，各国运动员按简化字的笔画顺序入场。希腊代表团首先入场，下届冬奥会举办地意大利与本届东道主中国最后入场。
除中国外其他各代表团入场时使用的音乐均为欧洲经典古典乐曲，包括：
1. 焦阿基諾·羅西尼：《威廉·泰爾序曲》
2. 愛德華·艾爾加：《威风堂堂进行曲》
3. 彼得·柴可夫斯基：《胡桃鉗》中的“芦笛舞曲”和“进行曲”
4. 约翰·塞巴斯蒂安·巴赫：《第三号管弦乐团组曲》吉格舞曲
5. 朱塞佩·威爾第：《阿依达》中的“凯旋进行曲”
6. 小約翰·史特勞斯：《春之聲圓舞曲》
7. 路德維希·范·貝多芬：《雅典的废墟》中的“土耳其进行曲”
8. 路德維希·范·貝多芬：C小调第五交响曲第四乐章
9. 米哈伊爾·格林卡：《盧斯蘭與魯蜜拉》序曲
10. 朱塞佩·威爾第：《茶花女》中的“饮酒歌”
11. 喬治·比才：《卡門》序曲
12. 約翰尼斯·布拉姆斯：《匈牙利舞曲第五号》
13. 埃米爾·瓦德都菲爾：《溜冰圓舞曲》
14. 法蘭茲·馮·蘇佩：《轻骑兵》序曲
15. 安東尼奧·韋瓦第：《四季》之“春”的第一乐章
16. 沃夫岡·阿瑪迪斯·莫札特：《G小調第40號交響曲》第一乐章
17. 安東寧·德弗札克：E小調第9號交響曲《自新世界》第四乐章
18. 彼得·柴可夫斯基：《天鹅湖》中的“四小天鹅”舞曲

當東道主中國代表團最後入場時，現場奏起的音樂則是《歌唱祖國》。

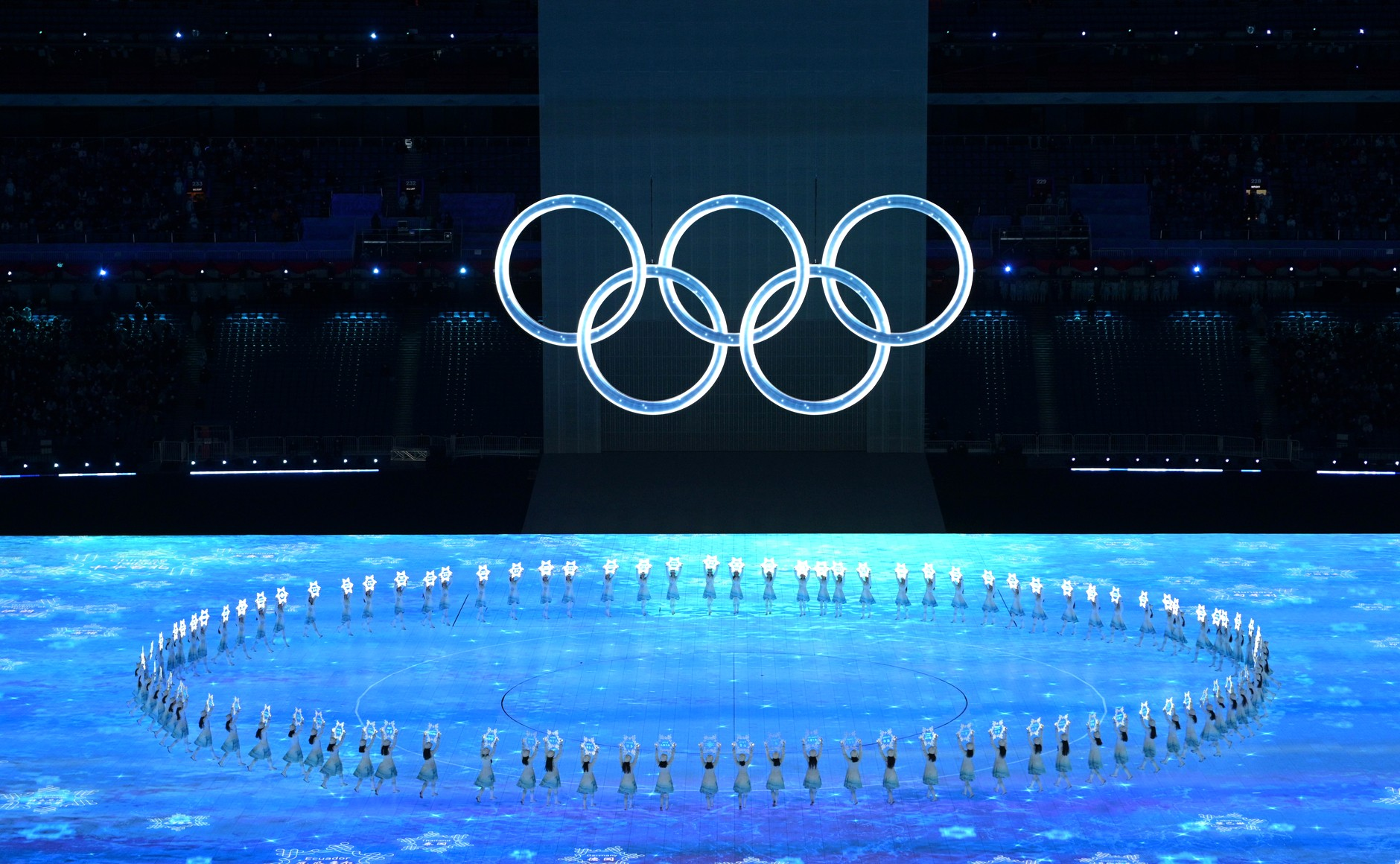
演员们将刻有各国国名的雪花造型引導牌融为一体，形成最终的大雪花台

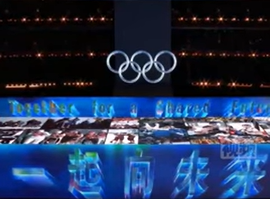
“一起向未来”字样，本次冬奥会的主题口号

### 构建一朵雪花
《构建一朵雪花》是2022年北京冬奥会开幕式上唯一一个舞蹈表演。在表演中，引導員們手持雪花形成的引導牌向場地內圍攏，飄落的小雪花也開始向場地匯聚。接著，一條橄欖枝把一個個書寫著參賽國家和地區名字的「小雪花」共同匯聚在冰雪五環下，組成了一朵碩大的雪花，構成一個大雪花台。
随后播放国际奥委会为此次冬奥会所作短片《更强，更团结》。

### 致词及宣布开幕
中共中央政治局委员、中共北京市委書記兼北京冬奥组委主席蔡奇致辞时表示“今次北京舉辦冬奧，顯示了在逆境下戰勝挑戰，構建命運共同體”而國際奧委會主席托马斯·巴赫用普通話祝中國朋友新春快樂、虎年大吉，接着再用普通話感谢「中國朋友」、冬奧志愿者，和中國（政府）令到北京冬奧得以順利舉行，並且在一個安全的環境下進行比賽及其他活動。随后，中华人民共和国最高领导人习近平宣布宣布北京冬奥会正式开幕。
“我宣布，北京第二十四届冬季奥林匹克运动会，开幕！”

### 致敬人民
节目头半段，伴隨著1986年為國際和平年而作的公益歌曲《讓世界充滿愛》，76名中国大学生和外国留学生步调一致，在鸟巢表演场地一侧走向另一侧。地屏陆续展示出全世界各国人民的笑脸，汇成影像的长河，两侧飘拂中国结飘带。随即主题口号“一起向未来”浮现。
节目后半段为輪滑表演，與2018年平昌冬奧會閉幕式上的「北京八分鐘」相呼应。24名北京體育大學學生在地屏上劃出交織的線條，繼而引出「更快、更高、更強——更團結」的奧林匹克格言。轮滑表演的背景音乐则選用了於多屆奧運會開幕式中呈現過的約翰·列儂的歌曲《Imagine》，以鼓励人们抛开所有分歧，团结起来，远离战争，和谐相处；不同地域、不同肤色的人共同守护地球家园，奏响“美美与共”的永恒乐章。

### 升會旗 唱贊歌
曾获得过冬奥会冠军或世锦赛冠军的六位运动员作为旗手执奥林匹克会旗入场，交由中国人民解放军仪仗兵升旗，《奥林匹克圣歌》由河北省保定市阜平县城南庄镇5所乡村小学44名儿童组成的马兰花儿合唱团（领队邓小岚）以希腊语无伴奏清唱。
六位执奥林匹克会旗的运动员为：
- 罗致焕：中国速度滑冰运动员，是中国第一位冬季项目世界冠军
- 张会：中国短道速滑运动员，2010年温哥华冬奥会短道速滑3000米接力冠军
- 李佳军：中国短道速滑运动员，在三届冬奥会取得两银三铜
- 申雪：中国花样滑冰运动员，2010年温哥华冬奥会双人滑冠军，2002年盐湖城、2006年都灵冬奥会双人滑铜牌得主
- 韩晓鹏：中国男子自由式滑雪空中技巧运动员，2006年都灵冬奥会男子空中技巧冠军
- 张虹：中国速度滑冰运动员，2014年索契冬奥会速度滑冰1000米冠军

### 奧林匹克宣誓
越野滑雪选手王强和单板滑雪选手刘佳宇代表全体运动员宣誓，自由式滑雪裁判员陶永纯代表全体裁判员宣誓，单板滑雪教练员季晓鸥代表全体教练员及官员宣誓。
随后播放短片《未来的冠军》，展现蹒跚学步的孩子们在冰雪运动的第一步。

### 和平鸽仪式，主题歌《雪花》
约500名儿童手持和平鸽灯具在场上嬉戏，留下闪闪发光的雪花小径，本届冬奥会开幕式主题歌《雪花》响起。此次表演使用了大规模的动作捕捉，照亮孩子们脚下的雪花。在接近尾声时，所有和平鸽灯汇聚体育场正中；此时场上东南方向有一个“掉队”的孩子，另一个孩子手擎着和平鸽灯手拉手地将他“带回来”，与其他孩子一同组成一个巨大的心形图案，齐聚于大雪花台周围，迎接奥运圣火的到来。
本次开幕式主题歌《雪花》由北京爱乐合唱团160名少年儿童演员演唱，并由北京市十一所小学共约500名小学生表演。

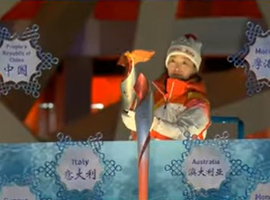
圣火点燃瞬间

### 圣火燃点仪式
会场内火炬手由各个年代中国运动员的代表组成：
- 50年代：赵伟昌，1980年冬奥会中国代表团（英语：China at the 1980 Winter Olympics）旗手。
- 60年代：李琰，前中国短道速滑运动员，1988年卡尔加里冬奥会短道速滑表演赛1000米（英语：Short-track_speed_skating_at_the_1988_Winter_Olympics#1000_m_2）冠军，1992年阿尔贝维尔冬奥会短道速滑500米（英语：Short-track speed skating at the 1992 Winter Olympics – Women's 500 metres）亚军，前中国短道速滑国家队主教练（2006年-2019年），现任中国滑冰协会主席（2017年至今）。
- 70年代：楊揚，前中国短道速滑运动员，2002年盐湖城冬奥会短道速滑女子500米、1000米双料金牌得主，为中国获得了冬奥会历史上第一枚金牌。现任国际奥委会委员和世界反兴奋剂组织（WADA）副主席。
- 80年代：苏炳添，中国短跑运动员，男子100米亚洲纪录（9秒827，+0.9 m/s，日本东京）保持者，中国第一位进入奥运会男子百米决赛（2020年东京奥运会）的运动员，中国第一枚奥运田径接力奖牌获得成员（2020年东京奥运会男子4×100米，铜牌）。
- 90年代：周洋，前中国短道速滑运动员，蝉联奥运会短道速滑女子1500米冠军（2010年温哥华和2014年索契），以18岁256天的年龄成为前任中国最年轻的冬奥冠军（后被本届的苏翊鸣以17岁362天的年龄打破）。
- 00年代：
  - 赵嘉文，男子北欧两项运动员，中国第一位获得奥运会北欧两项比赛资格的运动员，参与本届冬奥会北欧两项比赛。
  - 迪妮格尔·衣拉木江，女子越野滑雪运动员，维吾尔族，代表了中国滑雪的起源地，新疆阿勒泰，参与本届冬奥会越野滑雪比赛。

随后最后一棒火炬留在会场中升起的大雪花中心，充当主火炬台。
张家口赛区的主火炬以手续火炬点燃火炬台上的另一支火炬的方式在太子城站前的颁奖广场点燃，点燃者为北京体育大学的宣化籍学生、前滑雪运动员王文卓；延庆赛区的主火炬亦以类似方式在延庆区冬奥城市文化广场点燃，但点燃者为一名小学生。

## 出席嘉賓

### 主辦國領導人

#### 中国国家領導人
- 中共中央总书记、中国国家主席、中央军委主席習近平和夫人彭丽媛
- 中共中央政治局常委：李克強、栗战书、汪洋、王沪宁、赵乐际、韩正
- 国家副主席：王岐山
- 在京中共中央政治局委员、中央书记处书记
- 全国人大常委会副委员长、国务委员、最高人民法院院长、最高人民检察院检察长
- 在京全国政协副主席和中央军委委员[37]

#### 北京冬奥组委及主办地领导
- 中共中央政治局委員、北京市委书记、北京冬奧組委主席蔡奇
- 中共河北省委副書記、河北省省長、北京冬奧組委執行主席王正譜[44]
- 中共北京市委副書記、北京市市長、北京冬奧組委執行主席陳吉寧

### 各国及地区政府代表團

#### 欧洲
- 俄羅斯 — 總統弗拉迪米爾·普丁[45][46]
- 波蘭 – 总统安傑伊·杜達[47]
- 塞爾維亞 — 总统武契奇[48]

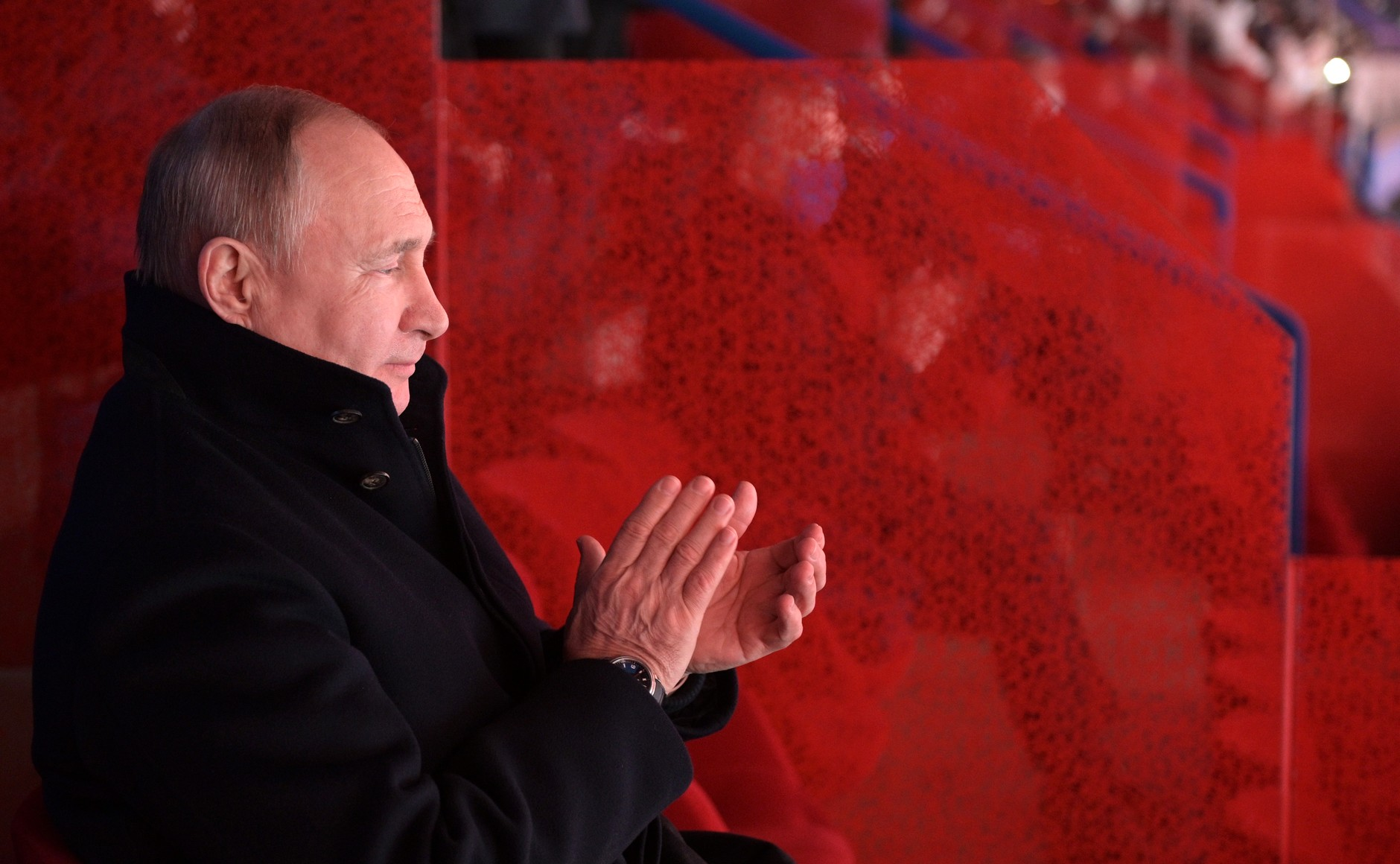
俄罗斯总统普京出席开幕式现场

- — 部长会议主席佐兰·泰盖尔蒂亚[48]
- 盧森堡 - 盧森堡大公亨利[48][49]
- 摩納哥 – 摩纳哥亲王阿爾貝二世[48]
- 法國 — 體育部長罗克萨娜·默勒奇内亚努（英语：Roxana Mărăcineanu）[50]
- 西班牙 — 文化和体育大臣米克尔·伊塞塔[51]
- 羅馬尼亞 — 体育部长爱德华·诺瓦克[52]
- 拉脫維亞 — 驻华大使馬尼卡[53]
- 亞美尼亞 - 驻华大使谢尔盖·马纳萨良[54]。

#### 亚洲
中亚
- — 總統托卡耶夫[55]
- – 總統埃莫馬利·拉赫蒙[56]
- – 總統古爾班古力·別迪穆罕默多夫[56]
- – 總統肖開提·米爾則亞耶夫[56]
- — 總統薩德爾·扎帕羅夫[57]
- — 亞塞拜然副總理阿赫梅多夫（英语：Ali Ahmadov）[48]

东南亚
- 新加坡 — 总统哈莉玛[48]
- 马来西亚 — 马来西亚驻华大使諾希萬·再納阿比丁
- 菲律賓 — 菲律賓外交部部长 特奧多羅·洛欽（英语：Teodoro Locsin Jr.）
- 柬埔寨 — 國王諾羅敦·西哈莫尼[58][59]
- 泰國 — 詩琳通公主[60]

东亚
- 蒙古国 — 總理羅布森那木斯萊·奧雲額爾登[61]
- — 韓國國會議長朴炳錫[62]、韩国文化体育观光部长官黄熙[63]
- 日本 — 東京奧運組委會會長兼參議院議員橋本聖子[64]、日本奧委會會長山下泰裕[65]、日本残奥委会会长森和之[66]
- 中國澳門 — 特区行政长官贺一诚[67]
- 中華臺北 — 立法院前副院長、中國國民黨前主席洪秀柱[68]

南亚
- 巴基斯坦 – 总理伊姆蘭·汗[69][70]、省際協調部部长法赫米達·米爾扎[71]

#### 美洲
- 阿根廷 — 總統阿爾韋托·費爾南德斯[72]
- — 总统吉列尔莫·拉索[48]
- 多米尼克 — 驻华大使马丁·查尔斯[73]

#### 中东
- 埃及 — 总统阿卜杜勒-法塔赫·塞西[48]
- 伊朗 — 伊朗奧林匹克委員會主席禮薩·薩利希·阿米里（英语：Hamid Sajjadi）、伊朗青年事務及體育部部長哈米德·薩賈迪（英语：Hamid Sajjadi）[74][75]
- 阿联酋 – 阿布扎比王储穆罕默德·本·扎耶德·阿勒纳哈扬[48]
- 沙烏地阿拉伯 — 沙烏地阿拉伯公主瑞瑪·班達爾·沙特[76]、體育部長阿卜杜勒阿齊茲·本·圖爾基·阿勒費薩爾親王、沙特阿拉伯奧委會副主席法赫德·本·賈拉維·本·阿卜杜勒阿齊茲·本·穆薩德王子、沙特奧委會和殘奧委員會成員阿德瓦·奧萊菲[77]
- — 埃米尔塔米姆·本·哈迈德·阿勒萨尼[48]

#### 大洋洲
- — 总理詹姆斯·马拉佩[48]
- 新西兰 — 新西兰驻华大使傅恩莱

#### 非洲
- 纳米比亚 - 纳米比亚驻华大使伊莱亚·乔治·凯亚莫[54]。

### 國際組織官員
- 國際奧委會主席湯瑪斯·巴赫
- 國際奧委會道德委員會主席、前聯合國秘書長潘基文[78]
- 國際奧委會成员、2026年冬季奧林匹克運動會组委会主席、意大利奥委会主席喬凡尼・馬拉果（英语：Giovanni Malagò）[79]
- 聯合國秘書長安東尼奧·古特雷斯[80][81]
- 联合国大会主席阿卜杜拉·沙希德
- 聯合國驻华协调员常啟德
- 世界知识产权组织总干事邓鸿森[48]
- 世界卫生组织总干事谭德塞[48]
- 上海合作组织秘书长张明[48]
- 新开发银行行长马科斯·普拉多·特罗约（英语：Marcos Prado Troyjo）[48]
- 国际足联主席詹尼·因凡蒂诺

## 轉播机构
- 國際奧委會 — 奥林匹克频道
- 中国大陆 — 
  - 中央廣播電視總台（CCTV-1、CCTV-2、CCTV-3、CCTV-5、CCTV-5+、CCTV-7、CCTV-13、CCTV-14、CCTV-16、CCTV-17、CCTV-4K、CCTV-8K）
  - 全国各省级卫星电视频道（深圳衛視除外）、北京广播电视台冬奥纪实频道、上海广播电视台五星体育频道、广东广播电视台体育频道（仅电视平台，不含新媒体）（中央广播电视总台转授权转播CCTV-5/CCTV-1）[82]
- 香港 — 
  - 無綫電視（翡翠台、J2）
  - myTV SUPER奧運直播1，3-5，8台（801、803、804、805、808频道）
  - 香港電台港台電視32（無綫電視转授权）
- 澳門 — 澳門廣播電視股份有限公司（中央广播电视总台转授权）
- 臺灣 — 愛爾達電視、公共電視台
- 美国 — NBC環球
- 日本 — 日本广播协会、朝日電視台
- —韓國廣播公司、文化廣播公司
- 加拿大—CBC

## 收視率
- 国际奥委会和北京冬奥组委在2月16日举行的新闻发布会上，国际奥委会电视和营销服务首席执行官兼常务董事蒂莫·卢姆介绍，北京冬奥会的开幕式在收视率方面已经超越往届冬奥会开幕式。[83]
- 中国大陆：根据CSM35中心城市收视率数据，北京2022年冬奥会开幕式总收视率达20.1%，收视份额达68.2%，电视直播观众规模达3.16亿人。[84]
- 香港：根據CSM媒介研究的數據，翡翠台及J2電視直播收視22.7點，最高30.1點，其中翡翠台錄得18.8點收視。[85]
- 美国：根據NBC官方收視率數據，由於受近幾年美國有線電視數量急劇減少以及部分美國觀眾對本屆奧運會的抵制原因，加上絕大多數觀眾更傾向於通過線上串流媒體如NBC旗下的peacock觀看開幕式全程或通過短視頻媒體如TikTok快速閱覽開幕式精彩瞬間，本屆奧運會開幕式在美國的收視率再度下滑，相較於2018年平昌冬奧會開幕式下降43%收視率並成為美國史上收視率最低的奧運會開幕式。[86][87]
- 日本：Video Research公布NHK综合频道直播的2022年北京冬奥会开幕式关东地区世代平均收视率为21.3%，瞬间最高为25.2%；个人平均收视率为13.2%，瞬间最高为16.2%[88]。

## 評價
- 联合国及 國際奧委會
  - 开幕式的次日2月5日，在习近平和彭丽媛为欢迎出席北京开幕式的国际贵宾的举行的宴会上，联合国秘书长安东尼奥·古特雷斯和国际奥委会主席托马斯·巴赫在致辞中祝贺北京冬奥会开幕式圆满成功，表示“永远不会忘记昨晚杰出非凡、精彩神奇的北京冬奥会开幕式”。[89]
- 國際奧委會
  - 奧林匹克廣播服務公司首席執行官伊阿尼斯·埃克薩科斯：「我可以告訴大家的是，這場開幕式將與2008年奧運會開幕式一樣讓人印象深刻，我們都知道，2008年奧運會開幕式是奧運史上標誌性的開幕式，而北京冬奧會開幕式將完全不同，但同樣令人感動、印象深刻，它反映了我們當前的時代。」[90]

- 亞美尼亞
  - 亚美尼亚驻华大使谢尔盖·马纳萨良：他认为开幕式表演的内涵非常丰富，不同的篇章带来了不同的感受，有许多令人激动的时刻，表示“我们没有别的办法。如果没有共同的立场，没有我们共同的努力，我们便不可能变得强大。我们面对的是一个共同的未来，这是我们思考和交流的前提。我想这是冬奥会开幕式要表达的一项重要主旨。”[91]

- 纳米比亚
  - 纳米比亚驻华大使伊莱亚·乔治·凯亚莫表示，尽管世界正面对许多严峻的挑战，他依然很高兴看到来自世界各国的领导人和代表出席了北京冬奥会开幕式。中国再次发出了团结一致抗击疫情，携手共同面向未来的呼吁。他要对开幕式的成功举办表示祝贺。[91]

- 伊朗
  - 伊朗驻华大使穆罕默德·克沙瓦尔兹扎德：“中国再次向世界展示了强大的组织能力。我向所有参与这一盛大开幕式的人表示祝贺，希望北京2022年冬奥会带给全世界人民欢乐和希望。”他接着表示，“二十四节气倒计时，每一秒都展示着‘中国式的浪漫’。还有普通中国人传递国旗等片段，每一刻都是中国人民团结的象征。二十四节气倒计时非常有趣，短片还能让人了解中国文化，令人着迷。”而他亦对中国防疫有高度赞赏，认为中国统筹抗疫和冬奥会举办的经验，以及许多领域的经验，都可供其他国家借鉴。[91]

## 朝鲜族服饰争议
因开幕式上有中国女表演者身着朝鲜族传统服饰，韩国国会议员李素永、韩国共同党总统候选人李在明、人民力量党总统候选人尹锡悦、韩国国會文化体育观光委员会全体成员、著名韩国民族主义者韩国崇信女子大学教授徐坰德等指这是韩国传统服饰，指责中国是「盗用韩国文化」、「不尊重韩国文化」、「是对主权国家明显的文化掠夺，是破坏北京奥运会‘共创未来’口号的不尊重行为」等等。
韩国文化部长黄熙表示，他就是为了应对开幕式上会出现韩服的情况，才特地穿韩服参加活动，开幕式上穿着韩服就是一种无声的抗议。但他对没有对开幕式中出现韩服正式提出抗议而招致批评表示，在以韩国政府代表团团长身份访华的情况下必须慎重，韩国政府没有计划就服装问题向北京正式投诉，因为中国政府从未主张韩服是中国的，在这种情况下，没有正式抗议的根据。但他补充说，这个问题「可能会在两国之间造成误会」。
也有韩国政治人物表示应理性看待，因为这代表了200万中国朝鲜族。

### 韩国民间方面
防弹少年团（BTS）成员SUGA、少女时代孝渊和演员朴信惠等韩流明星随后在个人平台分享穿上韩服的照片，结果遭到中国网民的大规模批判，此现象在韩国引发热议。
韩国民间团体“韩国之友”（VANK）为应对“中国网民对韩服的恶意留言”，随着于17日至22日举办「2022年国家形象UP展览会」，以应对中方「歪曲文化」。

### 中国民间方面
延边大学朝鲜族教授金浩雄（김호웅）发文谴责韩国民族主义者，表示其抗议「是一種輕浮的行為，一個失敗者的情結」（너무나 치졸한 작태요, 약자 콤플렉스입니다），指出「韓國的恥辱是極少數低素質的記者、政客和網民製造的」。他认为中國正在建設一個多元統一的中華民族共同體，由56個民族組成，享有平等權利；而每個民族都可以繼承和發展自己的文化，包括自己的語言文字、衣食住行。他最后呼吁韩国民众应有对文化多樣性以及對其他文化的慷慨和寬容。
争议发酵后，中央广播电视总台中國朝鮮語广播抖音号发布视频，主持人姜雪花身穿朝鲜族服装，并以中國朝鮮語转述中国驻韩国大使馆所阐述的立场，被网民视为对韩国民族主义者的抗议。

### 中方回应
中国驻韩国大使馆发言人称中国各民族代表身着民族服饰出席北京冬奥会“既是他们的心愿，更是他们的权利。中国朝鲜族和朝鲜半岛南北双方同宗同源，拥有包括服饰在内共同的传统文化。这些传统文化既是半岛的，也是中国朝鲜族的，所谓“文化工程”“文化掠夺”的说法完全站不住脚。”

### 韩国回应
韩国外交部发言人崔泳杉于2月10日就中国驻韩国大使馆发言回应，外国使领馆在对当地媒体报道和政客言论公开表态时，应尊重驻在国国情和国民情绪。驻外外交机构通常将公开工作重点放在增进与驻在国的友好关系和宣传本国等公共外交上，直接批评驻在国的政客言论或舆论不符合一般的外交惯例，也有干涉内政之嫌。

## 另見
- 2022年冬季奧林匹克運動會閉幕式
- 2008年夏季奧林匹克運動會開幕式
- 2008年夏季奧林匹克運動會閉幕式

## 外部連結
- YouTube上的国际奥委会“Olympics”2022年北京冬奧會開幕式完整版
- AcFun上的【全程回放】：北京2022冬奥会开幕式 （页面存档备份，存于）